# Älskaren, Södermanland
Älskaren är en sjö i Strängnäs kommun i Södermanland och ingår i Trosaåns huvudavrinningsområde. Sjöns area är 0,02 kvadratkilometer och den befinner sig 70 meter över havet.